# Partit d'Acció per la Independència del Kurdistan
Partit d'Acció per la Independència del Kurdistan (Parti Kari Sarbakhoy Kurdistan o Parti Khabat bo Serbogoy Kurdistan), és un moviment polític kurd, format com escissió del Partit Comunista Iraquià. El primer dirigent fou Mohammed (Hussein) Halleq que fou assassinat el 2 de novembre de 1995; el partit va acusar la Unió Patriòtica del Kurdistan de la mort. Posteriorment va agafar la direcció Yousif Hanna Yousif, conegut com a Abu Hikmat que va obtenir un ministeri al gabinet regional del Partit Democràtic del Kurdistan a Arbil.
El 2005 el partit es va unir al Partit Democràtic del Kurdistan i es va dissoldre, però aquesta decisió, de la majoria, va trobar opositors i una part del partit va decidir continuar i el desembre del 2007 va demanar la llicència al govern regional, que no li fou atorgada.